# Raguzai Áron
Raguzai Áron, teljes neve: Raguzai Áron ben Dávid Kohén (Raguza (ma: Dubrovnik), 1580 körül – Raguza, 1622) rabbi, kereskedő.

## Élete
Anyai nagyapja Salamon Ohev, szintén raguzai rabbi volt. Tanulmányait szülővárosában kezdte, később Velencében folytatta. Ezután visszatért Raguzába, ahol kereskedelmi vállalkozásba fogott, amely idővel a város legnagyobb ilyen jellegű zsidó vállalkozása lett. A rituális gyilkossággal meggyanúsított Isaac Yeshurun feltételezett cinkosaként 1622-ben apjával együtt börtönbe vetették, ahol még abban az évben meghalt. Végrendeletében Zekan Aharon (Áron szakálla) című munkájának 800 példányban való posztumusz kinyomtatását rendelte el, a mű végül Velencében jelent meg 1657-ben. Munkája az Ószövetséghez és a Talmud egyes értekezéseihez írt szó szerinti értelmezéseit, valamint allegorikus kommentárjait tartalmazza. A munka tartalmazza nagyapja, Salamon Ohev bibliai kommentárjait is Shemen ha-Tov (A jó olaj) címmel. Egy Velencében nyomtatott, a munka 1798-as kiadásához tartozó függelék vértanúságának történetét mondja el, ennek címe Maaseh Nissim.

## Fordítás
- Ez a szócikk részben vagy egészben  az   Aaron de Raguse című francia Wikipédia-szócikk ezen változatának fordításán alapul.  Az eredeti cikk szerkesztőit annak laptörténete sorolja fel. Ez a jelzés csupán a megfogalmazás eredetét és a szerzői jogokat jelzi, nem szolgál a cikkben szereplő információk forrásmegjelöléseként.